# Baldratia arbustifolia
Baldratia arbustifolia är en tvåvingeart som beskrevs av Fedotova 1985. Baldratia arbustifolia ingår i släktet Baldratia och familjen gallmyggor.
Artens utbredningsområde är Kazakstan. Inga underarter finns listade i Catalogue of Life.